# 'Masechele Caroline Ntseliseng Khaketla
'Masechele Caroline Ntseliseng Ramolahloane Khaketla, née en 1918 et morte en 2012, est une femme de lettres et une enseignante lésothienne. Elle est la première femme du Lesotho à avoir été publiée et avoir milité pour une littérature en langue africaine.

## Biographie
Elle est née en 1918 dans le district de Berea. Elle fait ses premières études à Liphiring et à Siloe dans le district de Mohale's Hoek. Étudiante à Morija de 1933 à 1935, elle devient ensuite la première femme mosotho à effectuer des études à l’Université de Fort Hare en Afrique du Sud. Elle est la première femme du Basutoland à obtenir un diplôme universitaire.
Elle enseigne ensuite à l'établissement Lovedale (Lovedale Missionary Institute) , toujours en Afrique du Sud. Elle revient ensuite enseigner au Lesotho, dans divers établissements, et rencontre son mari, Bennett Makalo Khaketla, un enseignant qui est également un écrivain, mais aussi un militant politique. Ils font tous les deux partie des enseignants de la Basutoland High School, à Maseru. Mais son époux est renvoyé en raison de son activité politique et contraint à l’exil. Ils s’installent en Afrique du Sud de 1950 à 1953. À son retour au Lesotho en 1953, elle reprend ses cours à la Basutoland High School. À la fin des années 1950, elle crée avec d’autres enseignantes une école primaire expérimentale appelée Iketsetseng (c'est-à-dire «faites-le vous-même») qui atteint plus de 1 000 élèves en 1988. Parmi les élèves de cet établissement, on compte 'Mamohato (ultérieurement épouse du roi Moshoeshoe II), et son fils David Mohato Bereng Seeiso qui est devenu le roi Letsie III . Elle se consacre également à l’écriture. Elle continue à enseigner jusqu'en 1984. Elle a eu six enfants de son mariage, dont notamment une fille, 'Mamphono Khaketla, femme politique lésothienne et ministre.
Elle a siégé au Conseil universitaire de l'Université nationale du Lesotho et à l'Office national de planification du gouvernement du Lesotho. Elle a participé activement au Comité spécial sur la condition de la femme au sein d'une la Commission sur la réforme du droit au Lesotho. Elle a été active dans des associations liées à l'Église anglicane. En 1983, Masechele a été la première Mosotho à obtenir un doctorat honorifique en littérature du Conseil national de planification du gouvernement du Lesotho. Elle a reçu également le prix Gold Record of Achievement de l'American Bioggraphical Institute en 1997 pour ses contributions dans le domaine de la littérature.
Son époux meurt en 2000. Elle décède le 13 août 2012 et est enterrée le 22 août.

## Œuvres littéraires
Elle a écrit, durant la deuxième moitié du XXe siècle, plus d’une dizaine d’ouvrages : des recueils de poésie, des drames et des nouvelles. Militant pour une littérature en langue africaine, ses œuvres sont écrites en sesotho,. Ses pièces de théâtre ont été publiées de 1954 (Mosali eo u 'neileng eena ou, en français La femme que tu m'as donnée, un titre emprunté au livre de la Genèse (3,13) : La femme que tu m’as donnée, c’est elle qui m’a donné du fruit de l’arbre) à 1998 (Khotsoaneng). Le premier recueil de poésie apparaît en 1963, et est intitulé Mantsopa. Il est publié par l'Oxford University Press. Le dernier, Maoelana a hlompho, est publié en 2002,.